# انفجار اوت ۲۰۱۶ کویته
انفجار اوت ۲۰۱۶ کویته انفجاری است که در کویته پاکستان روی داد که در آن ۹۳ تن کشته و بیش از ۱۰۰ نفر دیگر زخمی شده‌اند و دست‌کم ۱۸ نفر از قربانیان این بمب‌گذاری وکیل بودند. حادثه زمانی رخ داد که جمعی از وکلا جسد بلال انور کاسی یک وکیل ارشد را که روز دوشنبه بر اثر شلیک گلوله از سوی افراد ناشناس به قتل رسیده بود، به این بیمارستان آوردند و تجمع گسترده مردم سبب شد تا آمار کشته و زخمی‌ها بالا برود. تعدادی از روزنامه‌نگاران هم که برای پوشش خبری به بیمارستان رفته بودند در میان کشته‌شدگان هستند. در پی این حادثه در تمام بیمارستان‌های کویته حالت اضطراری اعلام شد. به گزارش بی‌بی‌سی، تاکنون هیچ فرد یا گروهی مسئولیت این انفجار را برعهده نگرفته است. نواز شریف، نخست وزیر پاکستان با محکوم کردن این حمله گفت که این بمب‌گذاری احتمالاً انتحاری بوده است. نوازشریف گفته است که به هیچ‌کس اجازه داده نمی‌شود که آرامش و ثبات را در این ایالت برهم زند.